# 吞武里

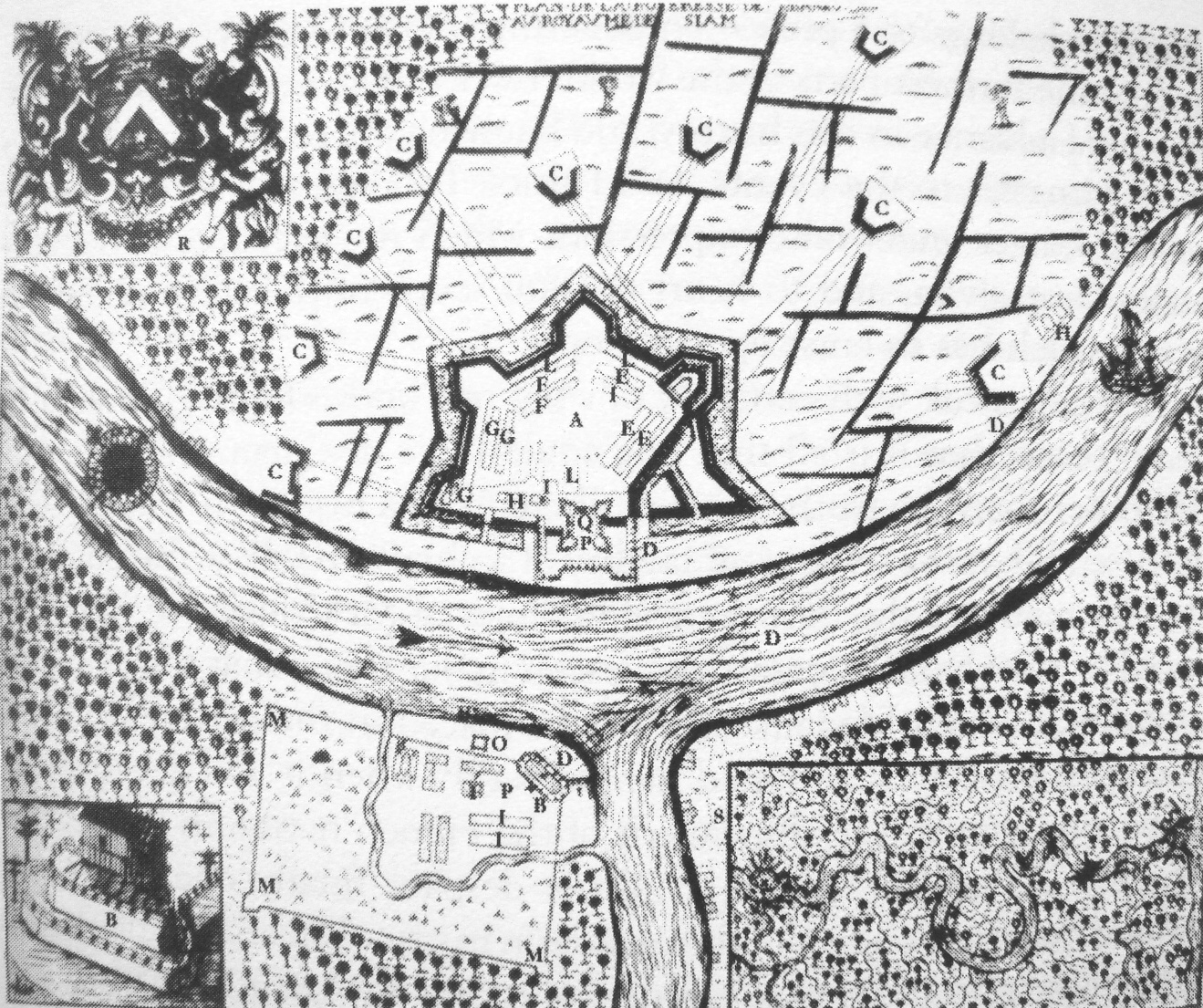

吞武里（RTGS：Thonburi），位於泰國曼谷市中心西邊的吞武里縣，在昭拍耶河對岸。
吞武里曾經是曼谷之前的泰國首都。在軍事上佔有重要的地位，因此命名來源即是巴利語：thon (ธน) dhána 「富足」，以及 buri (บุรี) púra 「防守要塞」。其完整的名稱是Krung Thonburi Sri Maha Samut（กรุงธนบุรีศรีมหาสมุทร），意思是：「海洋的恩典 - 寶藏之都」。
一直以來吞武里都是個獨立的省分和城市，1970年吞武里人口有60萬人為泰國第二大都市，1971年泰國政府將吞武里併入曼谷，並且保留泰國的傳統面貌，廟宇還未變成大樓，水道還未改建成馬路，加上許多造工精細的建築和地標，使這裡的古老氣息跟昭拍耶河對岸的現代化城市成為截然不同的對比。